# 20世紀スタジオ ホーム エンターテイメント
20世紀スタジオ ホーム エンターテイメント（英: 20th Century Studios Home Entertainment、略称: TCSHE）（旧称20世紀フォックス ビデオ、フォックス・ビデオ、20世紀フォックス ホーム エンターテイメント）は、20世紀スタジオ、サーチライト・ピクチャーズ、20世紀アニメーションが製作した映画と、20th テレビジョン、20th テレビジョン・アニメーション、FX、ナショナル ジオグラフィックによるテレビシリーズを家庭向けビデオとしてリリースするウォルト・ディズニー・スタジオ・ホーム・エンターテイメントのブランド・レーベルである。
1976年に設立され、フォックス・エンターテインメント・グループの独立したホームビデオ販売部門として運営されていた。2019年3月20日、ウォルト・ディズニー・カンパニーが21世紀フォックスを買収し、それに伴い、20世紀スタジオ ホーム エンターテイメントの事業はディズニー独自のホームエンターテイメント部門に再編成された。現在はウォルト・ディズニー・スタジオ・ホーム・エンターテイメントのレーベルとして運営されており、以前から販売契約を結んでいる他のスタジオのタイトルもリリースしている。
日本市場ではウォルト・ディズニー・ジャパン（20世紀フォックス ホーム エンターテイメント ジャパンから変更）が発売・販売元となっている。2024年5月13日にハピネットの子会社であるハピネット・メディアマーケティングとライセンス契約を締結し、同年10月1日より、ウォルト・ディズニー・ジャパンとのビデオソフトの製造・販売事業をハピネット・メディアマーケティングに移管した。これに伴い、ポニーキャニオンは2024年9月30日まで販売を担当した。

## 歴史

### マグネティック・ビデオと20世紀フォックス ビデオ
マグネティック・ビデオは1976年にアンドレ・ブレイによって設立された。マグネティック・ビデオは20世紀フォックスから「サウンド・オブ・ミュージック」や「パットン大戦車軍団」など50本の映画を20世紀フォックス・テレコミュニケーションズを通じてライセンス供与された。これらの映画はマグネティック・ビデオのバナーでビデオカセットテープで発売され、TV Guideの裏面広告で販売された。
ブレイは1977年にマグネティック・ビデオを20世紀フォックスに売却し、スタジオ初のホームビデオ部門となった。ブレイは、その後も子会社の社長兼CEOとして活躍した。1980年初めには、プリット・シアターズと共同で、映画館のロビーでビデオテープを販売するテストプログラムを開始した。また、販売代理店を通じて、ユナイテッド・アーティスツ・シアターズとの間でも同様のプログラムを立ち上げた。
1982年3月、マグネティック・ビデオは社名を20世紀フォックス ビデオに変更したが、本社は引き続きミシガン州ファーミングトンヒルズにあった。しかし、このときブレイは追い出され、テレコミュニケーション部門の社長兼CEOのスティーブ・ロバーツがTCFビデオの責任者となった。
この間、20世紀フォックス ビデオは、「007/ドクター・ノオ」「荒野の用心棒」「ロッキー」「タップス」「007/ユア・アイズ・オンリー」「オーメン/最後の闘争」「Mr.レディMr.マダム」「スター・ウォーズ」などの作品をレンタル専用に発売している。販売用テープは、後にCBS/FOXが初期に使用した大きな箱に入っていたが、ビデオレンタルライブラリーのテープは、黒いクラムシェルケースに梱包されていた。同様のアプローチは、他社でも行われていた。
CBS/FOXビデオは1982年6月にTCFビデオとCBSビデオ・エンタープライズの合併により設立された。ロバーツは合弁会社の責任者に留まったが、1983年1月にコロンビア映画の元幹部ラリー・ヒルフォードが社長として後任となった。ヒルフォードは、ビデオレンタル事業を口汚く罵っていたが、自分たちではどうしようもない状況だったため、自分たちのために状況を動かそうとしたのだ。CBS/FOXをはじめとするホームビデオ部門は、収入を最大化するためにカセットの価格を67％程度に引き上げた。また、レンタルではなく、顧客の購入を促すような動きもした。その一環として、CBS/FOXは既存の小売チェーンに目をつけ、直販に踏み切った。トイザらスとチャイルドワールドは、1985年7月にCBS/FOXと最初の直接契約を結んだ。ウォルト・ディズニー・ホーム・ビデオもすぐにトイザらスと直接契約を結び、これに続いた。
1991年3月、会社の再編成が行われ、フォックスは合弁会社の支配力を強めることになる。CBS/FOXの販売機能はすべて新しく設立されたフォックス・ビデオに移され、20世紀フォックスの全作品の独占販売も引き継がれることになった。CBSは「CBSビデオ」（1970年代から控えめに使われていた）の名前で製品を発売し始め、CBS/FOXがマーケティングを、フォックス・ビデオが販売を担当することになった。CBS/FOXは、BBCビデオやNBAなどの第三者の非劇場用製品のライセンスは保持することになった。
フォックスビデオは、1984年にCBS/FOXに入社し、1991年にグループ副社長と社長に昇進したボブ・デレリス社長によって運営されていた。繰り返し見ることを想定し、1991年6月の「ホーム・アローン」からファミリー向け作品の価格を下げ、希望小売価格24.98ドルとし、レンタルよりも購入することを勧めた。
1993年にウォルト・ディズニー・ホーム・ビデオからビル・メカニックがフォックス・フィルム・エンターテイメントの新しい責任者として着任し、フォックス・ビデオを含むフォックスを発展させるための新しい計画が始まった。しかし、メカニックはフォックス内で複数のクリエイティブ部門を立ち上げることで精一杯だったため、当初デレリスは一人取り残されることになった。メカニックは、ディズニーで「ヴォルト」モラトリアム戦略を導入した張本人であった。メカニックの着任後すぐに発売された「ミセス・ダウト」は、セル価格で、販売予測を上回る1,000万本のテープが売れた。

### 20世紀フォックス ホーム エンターテイメント
1995年3月16日、フォックス・ビデオに販売事業、他の3つのレーベル（Fox Kids Video、CBSビデオ、CBS/FOXビデオ）、2つの新しいメディアユニット、フォックス・インタラクティブとマグネット インタラクティブ スタジオが加わり、同社は20世紀フォックス ホーム エンターテイメント（単にフォックス ホームともいう）と改名された。拡大した事業部門の総収入は8億ドル以上となり、フォックス・ビデオはその大半の6億5千万ドルを提供することになった。メカニックは、デレリスを北米部門の社長に、ジェフ・ヤップを国際部門の社長に据えた。1995年5月までに、フォックスはマグネットと1996年までの10～12作品の全世界での販売契約を結んでいた。TCFHEは、DVDが発売されれば、その責任も負うことになる。メカニックは、1995年8月、「スター・ウォーズ」の旧3部作を期間限定生産として、「スター・ウォーズ」は4カ月、「帝国の逆襲」と「ジェダイの復讐」は1997年秋までに終了するという販売戦略をフォックス ホーム エンターテイメントにとらせた。その結果、予想を上回る3,000万枚を超える売り上げを記録した。1996年に発売された「インデペンデンス・デイ」は1800万枚を売り上げ、実写の家庭用ビデオ作品として業界最高の売り上げを記録した。1996年、ワーナーヴィジョン・エンターテイメントを退社したサバン・エンターテイメントは、同社と販売契約を結んでいた。
1997年5月のデレリスの退社により、社長の素早い交代がフォックス ホーム エンターテイメントをリードすることになった。1997年5月にデレリスが退社し、フォックス ホーム エンターテイメントの社長は、ハリウッドビデオの社長になるまでの4ヶ月間ヤップ、1997年9月に20世紀フォックスのライセンシング&マーチャンダイジングの責任者のパットワイアットが暫定社長として就任した。DVDはワーナー・ホーム・ビデオの所有物であったため、同社は当初DVDを発売せず、代わりにフォックスはデジタルVHSテープ（これは最終的に無名のD-Theaterとして登場した）を提唱し、その後使い捨てのDIVXを提唱していた。DIVXは、1998年6月に家電量販店「サーキットシティ」が発売した、視聴時間が制限されるDVDの変種である。DVDは20ドル、DIVXは4.5ドルと低価格であり、消費者がDVDを所有することを望んでいたため、DVDフォーマットがDIVXに勝利するのは早かった。ニューズ・コーポレーションの社長ルパート・マードックは、当時新設されたフォックス・ファミリー・チャンネルの番組枠を確保するため、タイム・ワーナー・ケーブルとの契約を望んでおり、メカニックはDVDフォーマットを採用し、契約を円滑に進めた。
1998年までに、ワイアットは20世紀フォックス ホーム エンターテイメントの常任社長になった。ワイアットはその後、ビデオとライセンス部門をまとめたFox Consumer Productsの責任者となった。ワイアットは、家庭用ビデオ部門がブームとなったため、最終的にはライセンス部門の半分を落とさざるを得なかった。この時期、DVDの売り上げは非常に好調で、劇場用映画の許可に影響するほどだった。ワイアットは、フォックス ホーム エンターテイメントを再編成し、レプリカントのシンラムと提携した。他のスタジオに先駆けて、TCFHEは外部のレーベルを販売先として迎え入れ、その手数料で会社の諸経費を賄うようになったのである。フォックス ホーム エンターテイメントは、「ベンダー・オブ・ザ・イヤー」賞を何度も受賞した。ワイアットのシステムは、何年にもわたって大きな威力を発揮した。TV-on-DVDビジネスは、ワイアットが「X-ファイル」「ザ・シンプソンズ」「24 -TWENTY FOUR-」の全シーズンをリリースし、ビンジウォッチングのコンセプトをスタートさせたのである。しかし、ビデオレンタル業界は衰退の一途をたどり、ビデオレンタルチェーンはスタジオと売上高の分配契約を結び、ヒット作の追加入荷を安価にし、売上を分配することで顧客満足度を高めた。
メカニックは2000年6月にFOXを退社、ワイアットは2002年12月に退社している。メカニックの後任にはジム・ジャノプロスが、ワイアットの後任には国内マーケティング・セールス担当のエグゼクティブ・バイスプレジデント、マイク・ダンが就任した。ワイアットは日本のアニメ番組のビデオ向けの作品制作と資金調達の会社を立ち上げるために退社した。
2004年、20世紀フォックスは劇場公開を見送ったが、『パッション』のアメリカ国内での販売権を獲得した。『パッション』は1,500万枚のDVDを売り上げた。TCFHEは、『マザー・テレサ』や『Beyond the Gates of Splendor』などのキリスト教映画のアメリカ国内での販売権を獲得し続けた。2005年にフォックス・フェイスのウェブサイトでテストを行った後、2006年に20世紀フォックス ホーム エンターテイメントが同じ名前を使用して、宗教映画のための独自の映画制作ブランドを立ち上げた。
2005年10月1日、20世紀フォックス・スカンジナビアは、20世紀フォックス映画スウェーデン支社と20世紀フォックス ホーム エンターテイメント・スカンジナビアの2つに分割された。ホーム エンターテイメント・スカンジナビアについては、ピーター・パウムガルデンがマネージング・ディレクターに就任し、20世紀フォックス ホーム エンターテイメント・ヨーロッパのゲーリー・ファーガソン上級副社長に報告することになった。
2005年までに、DVDは衰退し、ハイビジョン対応テレビが台頭し、新しい高解像度フォーマットが必要となった。フォックスと半数のスタジオはブルーレイを支持し、残りの半数はHD DVDを支持し、一部は両方のフォーマットでリリースを発行することを計画した。2006年末、同社はBlu-rayでの発売を開始した。ブルーレイは2008年にフォーマット戦争に勝利したが、ストリーミングサービスが人気を取り戻し、大不況もあって、期待されたディスク販売の回復は起こらなかった。2006年、アニメスタジオのDICエンターテイメントが、特定のアニメをDVDでリリースする契約を締結した。
2006年にメトロ・ゴールドウィン・メイヤーがソフトの販売をTCFHEに移したことで、この頃にはワーナー・ブラザースに次いでウォルト・ディズニーを上回る2位に浮上し、最高の年を迎えることができた。10月には、フォックス ホーム エンターテイメントが、『ダイ・ハード4.0』DVD特別版には、初めてデジタルコピーディスクを付属して発売した。2010年にリリースされた『アバター』のBlu-rayは、その年のトップセールス・タイトルとなり、500万枚を売り上げたBlu-ray Discのトップセラーとなった。2011年、フォックスは「スター・ウォーズ」2つの三部作を9枚のディスクに収録したプレミアム・セットをブルーレイ・ディスクで発売し、発売初週に100万枚を売り上げ、8400万ドルの総売上となった。
2012年5月にワーナー・ブラザース、ソニー、MGMが旧作品のDVD-R版をマニュファクチャード・オンデマンドで発売したことを受け、TCFHEはシネマアーカイブスシリーズの発売を開始した。2012年11月までに100作品をリリースしている。フォックス ホーム エンターテイメントも、デジタル配信をディスク発売の2～3週間前に配信サービスを通じて行う先行配信を開始し、2012年9月の『プロメテウス』から始まった。これは、顧客が複数の主要なプラットフォームを通じて1本あたり15ドル未満で600本のフォックス映画を対応する機器にダウンロードまたはストリーミングできるフォックスのDigital HDも開始した。しかし、2012年に4K、つまりUltra HDが導入されたため、Digital HDはすぐに廃止された。2014年には、20世紀フォックス ホーム エンターテイメントの下に、ハイテク・シンクタンク「フォックス・イノベーション・ラボ」が設立された。
2015年9月、最初のUltra HD Blu-rayプレーヤーが登場し、TCFHEは今後の映画を通常のBlu-rayやDVDと同じ日にUltra HD Blu-rayで発売させるようになった。2016年3月に最初のUltra HD Blu-ray映画がリリースされ、フォックスは4つのスタジオのうちの1つで、フォックスは10作品と最も多いタイトルを持っていた。
ダンは2016年12月、製品戦略および消費者事業開発担当の社長という別の肩書きを追加した。ダンは2017年3月にTCFHEを引き渡し、キース・フェルドマンが彼の古い肩書きであるワールドワイド・ホームエンターテイメント担当の社長を引き継いだ。フェルドマンは以前、ワールドワイド・ホームエンターテイメント・ディストリビューション担当社長、その前はインターナショナル担当社長であった。

### 20世紀スタジオ ホーム エンターテイメント（ディズニーによる買収）
2017年12月、ディズニーによる21世紀フォックスの買収が提案された。コムキャストによる入札とディズニーの対抗入札の結果、承認された。2019年3月20日、ディズニーが21世紀フォックスの大半を買収した。
2020年1月17日、ディズニーが買収したフォックスの資産のいくつかから「フォックス」の名前を外し、映画部門を20世紀スタジオに改称することが発表された。ただし、20世紀フォックステレビジョン（20th テレビジョンに変更）、フォックス21 テレビジョン・スタジオ（タッチストーン・テレビジョンに変更）、FOX VFX Lab.、20世紀フォックス・アニメーション（20世紀アニメーションに変更）、フォックス・スター・スタジオ、フォックススタジオ・オーストラリア、フォックス・ミュージック（2020年まで）、フォックス・テレビジョン・アニメーション（20th テレビジョン・アニメーションに変更）、フォックス・デジタル・スタジオ（20thデジタル・スタジオとなる）およびFOXネットワークス・グループについては当時は名称が明確にされなかった。しかし、後にディズニーがレーベル名を「20世紀スタジオ ホーム エンターテイメント」に改称することになる。フォックスのホームエンターテイメント部門の残りは、ウォルト・ディズニー・スタジオ ホーム エンターテイメントに吸収され、現在はレーベル名としてのみ使用されている。

## カタログ

### メイン
20世紀スタジオ ホーム エンターテイメントは、20世紀スタジオ、サーチライト・ピクチャーズ、20世紀アニメーション、20th テレビジョン、20th テレビジョン・アニメーション、タッチストーン・テレビジョン、FX、ナショナル ジオグラフィックなどのブランドの下で発売される製品のホームビデオレーベルとして、その他の所有する作品とともに使われている。また、2017年7月に開始された販売契約の一環として、アンナプルナ・ピクチャーズの作品も販売している。
20世紀スタジオ ホーム エンターテイメントで最も売れているDVDは、『ザ・シンプソンズ』の各シーズンのボックスセットである。

### 販売契約

#### パテ
1993年7月、フランスにおけるフォックスのホームビデオ事業は、ジョイントベンチャーとして運営されてきた。当初は、フォックス、パテ、スタジオ・カナルプリュスの3社によるジョイントベンチャーで、PFC Video (Pathé Fox Canal)という名称でした。2001年1月、スタジオカナルはベンチャーから撤退し、作品の自主的に販売を始め、ヨーロッパ・コープがジョイントベンチャーに加わり、フォックス・パテ・ヨーロッパに改名された。
1996年、パテがギルド・ホーム・ビデオを買収した後、フォックスはイギリスでもパテの映画のビデオ販売とデジタル配信を行うようになった。フォックスはギルドの製品を発売し、Fox Guild Home Entertainmentというレンタルのジョイントベンチャーも運営していたが、これは後にFox Pathé Home Entertainmentと改名された。このパッケージとデジタルの契約は、後にウォルト・ディズニー・スタジオ・ホーム・エンターテイメントに移行したが、パテがワーナー・ブラザース・エンターテイメントUKと新しいパートナーシップ契約を締結したため、2021年6月30日に終了している。

#### パラマウント・グローバル
2013年、20世紀フォックス ホーム エンターテイメントはパラマウントと提携し、フォックス・パラマウント・ホームエンターテイメントを設立することを発表した。2019年、同社は閉鎖された。

#### メトロ・ゴールドウィン・メイヤー
1999年、ワーナー・ホーム・ビデオとの全世界における契約を終了したMGMは、海外におけるビデオの販売権をフォックスに売却し、北アメリカ大陸以外でのMGM作品の発売を実現させた。
2003年5月、MGMはオーストラリア、フランス、ドイツ、イギリスといった地域での販売権を復活したが、大多数の地域では、フォックスがMGMのために販売し続けることになった。
2006年、MGMはフォックスと全世界での販売契約を締結し、海外における販売権を復帰した。TCFHEとMGMは2011年と2016年6月に映像ソフトの販売契約を更新し、2020年6月30日に期限切れとなり、その後ワーナー・ブラザース ホームエンターテイメントが引き継いだ。2021年現在、北アメリカ大陸における販売はワーナー・ブラザース ホームエンターテイメントとユニバーサル・ピクチャーズ・ホームエンターテイメントとの合弁会社であるスタジオ・ディストリビューション・サービスが行い、販売は両社が交互に行う。

#### エンターテインメント・ワン
オーストラリアとスペインのホームエンターテイメント販売契約を先に結んだ後、2016年2月、エンターテインメント・ワン（eOne）と20世紀フォックス ホーム エンターテイメントは新しい国際的な販売契約を締結した。この契約では、カナダでは配給ジョイントベンチャーを設立することになっていた。イギリス、アイルランド、オランダ、ベルギー、ルクセンブルグ、スペイン、オーストラリアでは、フォックスがeOneの既存の映像ソフトの販売を管理することになった。
2019年3月、ディズニーによるフォックスの買収後、エンターテインメント・ワンはフォックスとの契約を終了し、その直後にユニバーサル・ピクチャーズ・ホームエンターテイメントと国際的な販売契約を結んだ。

#### その他のアメリカでの契約
アメリカでは、レラティビティ・メディア、ヨーロッパコープ U.S.A.、アンナプルナ・ピクチャーズ、ヤーリ・フィルム・グループの作品も販売していた。
また、かつてBBCビデオが発売したテレビ番組および/または映画作品の米国配給会社を務めていたが、2000年にそれらの北アメリカ大陸での販売権が切れ、ワーナー・ホーム・ビデオに移管され、2017年から現在はBBCが国内でDVDを自社販売している。
1996年のフォックスによる買収から2002年のディズニーへのスタジオ売却まで、サバン・エンターテイメント作品の販売代理店として活躍した。
2006年、自社販売部門を閉鎖した後、ヒット・エンターテインメントはフォックスとビデオ販売に関する契約を締結した。2008年、HITはアメリカ国内での販売権をライオンズゲート・ホームエンターテイメントに移管した。
2006年、DICエンターテイメントの「ストロベリー・ショートケーキ」シリーズの米国での販売に成功し、フォックスは2007年にアメリカン・グリーティングスとホームビデオ契約を結び、「ケアベア」「Sushi Pack」のフランチャイズも含まれるようになった。2009年、AGは配給をライオンズゲート・ホームエンターテイメントに移したが、ストロベリー・ショートケーキは例外で、フォックスの傘下にとどまった。
2006年から2009年まで、同社はDICエンターテイメントと『ケアベア』、『マドレーヌ』、『ガジェット警部』、『デニス・ザ・メナス』の番組についても販売契約を結んでいた。
2008年、WWEスタジオは20世紀フォックスと契約を結び、年間1本の劇場用タイトルと4本のビデオ向けの作品を流通させることができるようになった。